# Plantago cylindrica
Plantago cylindrica är en grobladsväxtart som beskrevs av Peter Forsskål. Plantago cylindrica ingår i släktet kämpar, och familjen grobladsväxter. Inga underarter finns listade i Catalogue of Life.